# 立江城
立江城（たつえじょう）は、徳島県小松島市立江町清水にあった日本の城。

## 概要
天文18年（1549年）、信濃国の林城にいた小笠原長時は、武田信玄に敗れて紀伊国に逃れた。
阿波国で勢力のあった三好氏の招きにより、息子である小笠原長幸が、現在の徳島県小松島市大林町中村にあった中村城に残った。
弘治年間（1555年 - 1557年）、中村城を立江城に移転。
天正年間（1573年 - 1591年）、長幸の息子である小笠原兼幸が居館を構えるべく、立江城を築城した。（一説には長幸のときに立江城を築城したとも云われている。）
また兼幸は、秋元氏と婚姻関係を結びながら勢力を拡大していった。